# Estadio Broadwood
Broadwood Stadium es un estadio de usos múltiples y un complejo deportivo situado en Westfield en la ciudad de Cumbernauld, Escocia. El estadio es compartido por dos equipos de fútbol: Clyde F.C. de la SPFL (Scottish Professional Football League) y el Cumbernauld Colts de la (SLFL) Scottish Lowland Football League. Ha sido escenario de cuatro finales de la Scottish Challenge Cup.

## Fútbol
Clyde jugó en Barrowfield Park desde 1877 hasta 1898, un campo situado al sureste de Glasgow en la orilla norte del río Clyde, más tarde el club se desplazó a Shawfield Stadium, al otro lado del río, donde jugó desde 1898 hasta 1986. Clyde compartiría Firhill con el Partick Thistle desde 1986 hasta 1991, y después Douglas Park con el Hamilton Academical hasta que se mudó al actual Broadwood en 1994. El traslado a Broadwood, a 10 millas a las afueras de Glasgow, significó la pérdida de aficionados, pero el club esperaba compensar esta marcha de aficionados ya que en Cumbernauld no existía ningún equipo en fútbol profesional.

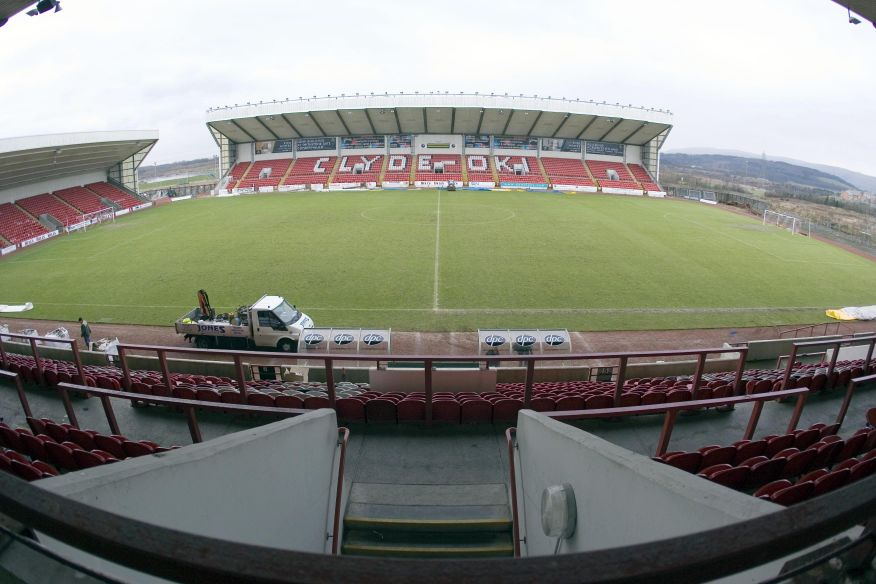
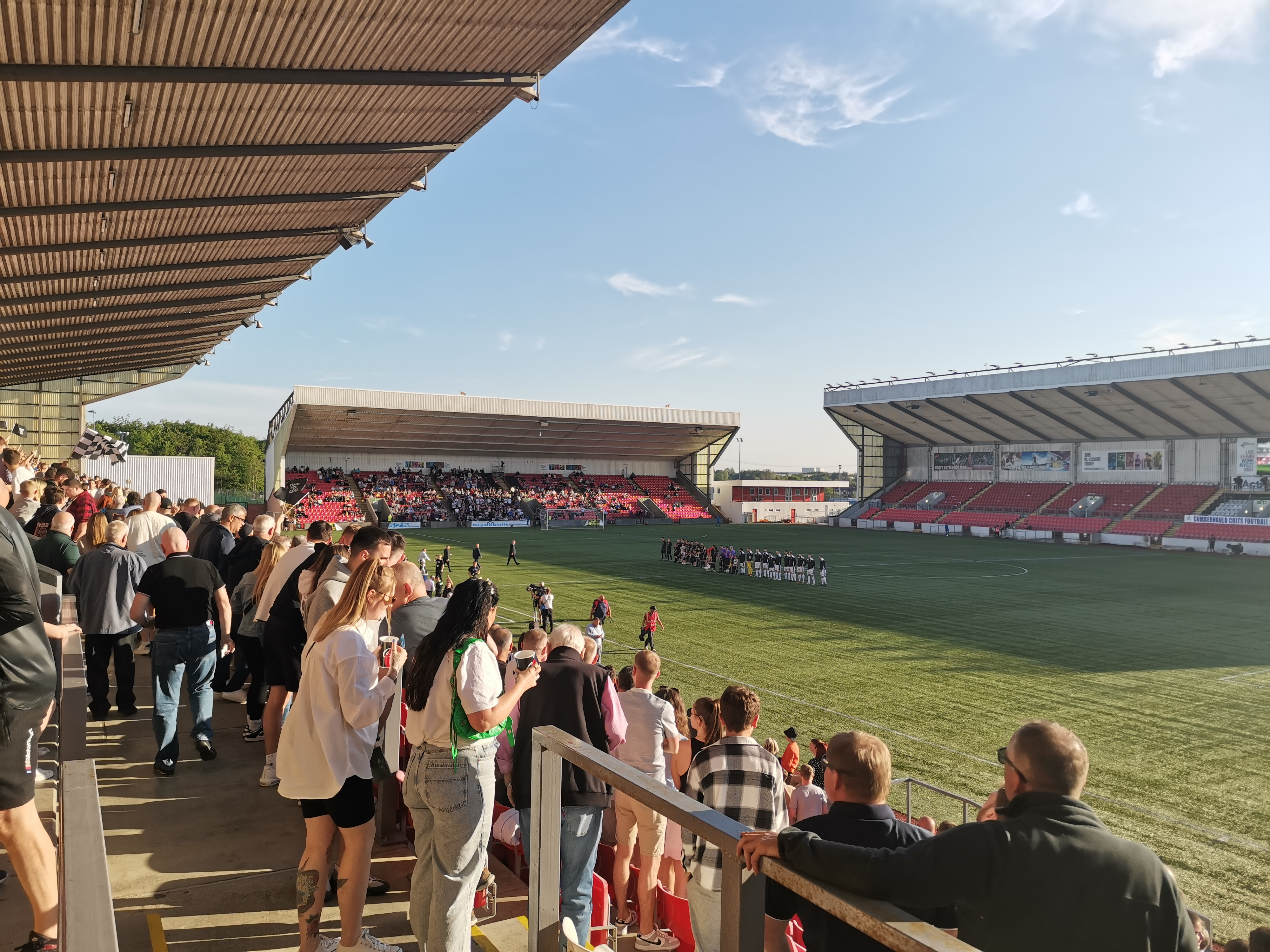